# Rhytidoponera fuliginosa
Rhytidoponera fuliginosa är en myrart som beskrevs av Clark 1936. Rhytidoponera fuliginosa ingår i släktet Rhytidoponera och familjen myror. Inga underarter finns listade i Catalogue of Life.